# Gueneràlskoie (Saràtov)
|  | Per a altres significats, vegeu «Gueneràlskoie». |

Gueneràlskoie (en rus: Генеральское) és un poble de l'óblast de Saràtov, a Rússia, segons el cens del 2015 tenia 2.051 habitants. Pertany al districte municipal d'Engels.